# Pterolophia robusta
Pterolophia robusta là một loài bọ cánh cứng trong họ Cerambycidae.